# Mark Schwarzer
Mark Schwarzer (Sydney, 6 oktober 1972) is een Australisch voormalig voetballer van Duitse afkomst die dienstdeed als doelman. Hij debuteerde in 1993 in het Australisch voetbalelftal, waarvoor hij 109 interlands speelde.

## Clubcarrière
Schwarzer begon zijn loopbaan in eigen land bij Marconi Stallions (1990-1994). Via Dynamo Dresden (1994/1995), 1. FC Kaiserslautern (1995/1996) en Bradford City (1996/1997) kwam hij in 1997 terecht bij Middlesbrough FC. Met deze club won Schwarzer in 2004 de Carling Cup en was hij in 2006 verliezend finalist in de UEFA Cup. In deze finale, die met 4–0 werd verloren van Sevilla FC, speelde de doelman met een beschermingsmasker vanwege een herstellende gebroken kaak. In het seizoen 2002/03 was hij een van de zeven spelers in de Premier League die in alle 38 duels meedeed, van de eerste tot de laatste minuut.
Schwarzer speelde vanaf het seizoen 2008/2009 voor Fulham, waar hij wederom verliezend finalist was in de toenmalige UEFA Cup van het seizoen 2009/2010, thans genaamd Europa League. Op 10 juli 2013 ondertekende hij op 40-jarige leeftijd een contract bij titelkandidaat Chelsea FC. Hier werd hij in eerste instantie reservedoelman achter Petr Čech. Op 11 december was Schwarzer de oudste debutant ooit in de Champions League. Hij pakte dit record af van voormalig FC Twente-doelman Sander Boschker.
Schwarzer beëindigde zijn loopbaan in mei 2016 als reservedoelman na winst van de Premier League met Leicester City, de eerste landstitel in de clubgeschiedenis.

## Interlandcarrière
Schwarzer maakte op 31 juli 1993 zijn debuut voor het Australisch nationaal elftal in een kwalificatiewedstrijd voor het WK 1994 tegen Canada in Edmonton. Hij viel in die wedstrijd na 17 minuten in voor verdediger Milan Blagojevic, nadat doelman Robert Zabica met een rode kaart van het veld was gestuurd door scheidsrechter Arturo Brizio Carter uit Mexico.
Schwarzer behoorde tot de selecties van de Socceroos voor de Confederations Cup 2001, de Confederations Cup 2005 en het wereldkampioenschap 2006. Onder leiding van de Nederlandse bondscoach Guus Hiddink speelde Schwarzer drie wedstrijden op het WK. In het duel tegen Kroatië werd hij vervangen door Željko Kalac. Schwarzer behoorde tot de selectie voor het Aziatisch kampioenschap 2007, het eerste Aziatische toernooi waaraan Australië deelnam na de overstap van de OFC naar de AFC in januari 2007.

## Erelijst
| Competitie              |               |               |               |               |
| Competitie              | Aantal        | Jaren         |               |               |
| Middlesbrough           | Middlesbrough | Middlesbrough | Middlesbrough | Middlesbrough |
| ----------------------- | ------------- | ------------- | ------------- | ------------- |
| League Cup              | 1x            | 2003/04       |               |               |
| Chelsea                 |               |               |               |               |
| Kampioen Premier League | 1x            | 2014/15       |               |               |
| Leicester City          |               |               |               |               |
| Kampioen Premier League | 1x            | 2015/16       |               |               |
| Australië               |               |               |               |               |
| Oceanisch kampioen      | 1x            | 2004          |               |               |